# Hadžidimovo
Hadžidimovo (in bulgaro Хаджидимово?) è un comune bulgaro situato nel distretto di Blagoevgrad di 11 366 abitanti (dati 2009).

## Località
Il comune è formato dall'insieme delle seguenti località:
- Hadžidimovo (sede comunale)
- Ablanica
- Beslen
- Blatska
- Gajtaninovo
- Ilinden
- Koprivlen
- Lăki
- Nova Lovča
- Novo Leski
- Paril
- Petrelik
- Sadovo
- Teplen
- Tešovo